# Abou Anni
Paulo Sérgio Abou Anni (São Paulo, 6 de novembro de 1966)  é um policial militar e político brasileiro filiado ao União Brasil (UNIÃO).
De ascendência libanesa, foi, nas eleições de 2018, eleito deputado federal por São Paulo.